# Gran Premio degli Stati Uniti d'America 1969
Il Gran Premio degli Stati Uniti 1969,  XII Grand Prix of the United States e decima gara del campionato di Formula 1 del 1969, si è svolto il 5 ottobre sul Circuito di Watkins Glen ed è stato vinto da Jochen Rindt su Lotus-Ford Cosworth, prima vittoria in carriera del pilota austriaco.

## Qualifiche
| Pos | No | Pilota               | Costruttore  | Scuderia                              | Tempo   | Distacco |
| --- | -- | -------------------- | ------------ | ------------------------------------- | ------- | -------- |
| 1   | 2  | Jochen Rindt         | Lotus-Ford   | Gold Leaf Team Lotus                  | 1:03.62 | -        |
| 2   | 5  | Denny Hulme          | McLaren-Ford | Bruce McLaren Motor Racing            | 1:03.65 | +0.03    |
| 3   | 3  | Jackie Stewart       | Matra-Ford   | Matra International                   | 1:03.77 | +0.15    |
| 4   | 1  | Graham Hill          | Lotus-Ford   | Gold Leaf Team Lotus                  | 1:04.05 | +0.43    |
| 5   | 10 | Jo Siffert           | Lotus-Ford   | Rob Walker/Jack Durlacher Racing Team | 1:04.06 | +0.44    |
| 6   | 6  | Bruce McLaren        | McLaren-Ford | Bruce McLaren Motor Racing            | 1:04.22 | +0.60    |
| 7   | 4  | Jean-Pierre Beltoise | Matra-Ford   | Matra International                   | 1:04.29 | +0.67    |
| 8   | 7  | Jacky Ickx           | Brabham-Ford | Motor Racing Developments Ltd         | 1:04.32 | +0.70    |
| 9   | 18 | Piers Courage        | Brabham-Ford | Frank Williams Racing Cars            | 1:04.58 | +0.96    |
| 10  | 8  | Jack Brabham         | Brabham-Ford | Motor Racing Developments Ltd         | 1:04.80 | +1.18    |
| 11  | 14 | John Surtees         | BRM          | Owen Racing Organisation              | 1:05.06 | +1.44    |
| 12  | 12 | Pedro Rodríguez      | Ferrari      | North American Racing Team            | 1:05.94 | +2.32    |
| 13  | 9  | Mario Andretti       | Lotus-Ford   | Gold Leaf Team Lotus                  | 1:06.52 | +2.90    |
| 14  | 15 | Jackie Oliver        | BRM          | Owen Racing Organisation              | 1:06.55 | +2.93    |
| 15  | 16 | Johnny Servoz-Gavin  | Matra-Ford   | Matra International                   | 1:07.13 | +3.51    |
| 16  | 21 | Pete Lovely          | Lotus-Ford   | Pete Lovely Volkswagen Inc.           | 1:07.55 | +3.93    |
| 17  | 19 | Silvio Moser         | Brabham-Ford | Silvio Moser Racing Team              | 1:08.20 | +4.58    |
| 18  | 22 | George Eaton         | BRM          | Owen Racing Organisation              | 1:11.27 | +7.65    |

## Gara
| Pos | No | Pilota               | Costruttore  | Giri | Tempo/Ritiro     | Pos. Griglia | Punti |
| --- | -- | -------------------- | ------------ | ---- | ---------------- | ------------ | ----- |
| 1   | 2  | Jochen Rindt         | Lotus-Ford   | 108  | 1:57:56.84       | 1            | 9     |
| 2   | 18 | Piers Courage        | Brabham-Ford | 108  | + 46.99          | 9            | 6     |
| 3   | 14 | John Surtees         | BRM          | 106  | + 2 Giri         | 11           | 4     |
| 4   | 8  | Jack Brabham         | Brabham-Ford | 106  | + 2 Giri         | 10           | 3     |
| 5   | 12 | Pedro Rodríguez      | Ferrari      | 101  | + 7 Giri         | 12           | 2     |
| 6   | 19 | Silvio Moser         | Brabham-Ford | 98   | + 10 Giri        | 17           | 1     |
| NC  | 16 | Johnny Servoz-Gavin  | Matra-Ford   | 92   | Non Classificato | 15           |       |
| Ret | 1  | Graham Hill          | Lotus-Ford   | 90   | Incidente        | 4            |       |
| Ret | 7  | Jacky Ickx           | Brabham-Ford | 77   | Motore           | 8            |       |
| Ret | 22 | George Eaton         | BRM          | 76   | Motore           | 18           |       |
| Ret | 4  | Jean-Pierre Beltoise | Matra-Ford   | 72   | Motore           | 7            |       |
| Ret | 5  | Denny Hulme          | McLaren-Ford | 52   | Cambio           | 2            |       |
| Ret | 3  | Jackie Stewart       | Matra-Ford   | 35   | Motore           | 3            |       |
| Ret | 21 | Pete Lovely          | Lotus-Ford   | 25   | Trasmissione     | 16           |       |
| Ret | 15 | Jackie Oliver        | BRM          | 23   | Motore           | 14           |       |
| Ret | 10 | Jo Siffert           | Lotus-Ford   | 3    | Alimentazione    | 5            |       |
| Ret | 9  | Mario Andretti       | Lotus-Ford   | 3    | Sospensione      | 13           |       |
| DNS | 6  | Bruce McLaren        | McLaren-Ford | 0    | Motore           | 6            |       |

## Statistiche

### Piloti
- 1ª vittoria per Jochen Rindt
- 2º e ultimo podio per Piers Courage
- 24º e ultimo podio per John Surtees
- 50º Gran Premio per Jochen Rindt
- 1º Gran Premio per George Eaton

### Costruttori
- 36° vittoria per la Lotus
- 50ª pole position per la Lotus
- 40º giro più veloce per la Lotus

### Motori
- 25ª vittoria per il motore Ford Cosworth
- 25º giro più veloce per il motore Ford Cosworth

### Giri al comando
- Jochen Rindt (1-11, 21-108)
- Jackie Stewart (12-20)

## Classifiche Mondiali

### Piloti
| Pos. | Pilota               | Punti |
| ---- | -------------------- | ----- |
| 1    | Jackie Stewart       | 60    |
| 2    | Jacky Ickx           | 31    |
| 3    | Bruce McLaren        | 26    |
| 4    | Jochen Rindt         | 22    |
| 5    | Graham Hill          | 19    |
|      | Jean-Pierre Beltoise | 19    |
| 7    | Piers Courage        | 16    |
| 8    | Jo Siffert           | 15    |
| 9    | Denny Hulme          | 11    |
| 10   | Jack Brabham         | 10    |
| 11   | John Surtees         | 6     |
| 12   | Chris Amon           | 4     |
| 13   | Richard Attwood      | 3     |
|      | Vic Elford           | 3     |
|      | Pedro Rodríguez      | 3     |
| 16   | Johnny Servoz-Gavin  | 1     |
|      | Silvio Moser         | 1     |

### Costruttori
| Pos. | Team                  | Punti   |
| ---- | --------------------- | ------- |
| 1    | Matra-Ford Cosworth   | 63      |
| 2    | Lotus-Ford Cosworth   | 47      |
| 3    | Brabham-Ford Cosworth | 45      |
| 4    | McLaren-Ford Cosworth | 29 (31) |
| 5    | Ferrari               | 7       |
| 6    | BRM                   | 6       |